# Reuzenlijster
De reuzenlijster (Turdus fuscater) is een zangvogel uit de familie lijsters (Turdidae).

## Verspreiding en leefgebied
Deze soort telt 7 ondersoorten:
- T. f. cacozelus: Santa Marta in noordelijk Colombia.
- T. f. clarus: het Perijágebergte in noordoostelijk Colombia en noordwestelijk Venezuela.
- T. f. quindio: zuidelijk en westelijk Colombia en noordelijk Ecuador.
- T. f. gigas: de Andes van noordoostelijk Colombia en noordwestelijk Venezuela.
- T. f. gigantodes: van zuidelijk Ecuador tot centraal Peru.
- T. f. ockendeni: zuidoostelijk Peru.
- T. f. fuscater: westelijk Bolivia.